# گوش کن لینا
گوش کن لینا (انگلیسی: Listen Lena) یک فیلم کوتاه کمدی به کارگردانی کلم بیچم است که در سال ۱۹۲۷ منتشر شد.

## گزیدهٔ بازیگران
- ال سنت جان
- لوسیل هاتون
- کلم بیچم
- گلن کاوندر
- اَل تامپسون
- راسکو آرباکل